# تاژوی
تاژوی (به لاتین: Tążewy) یک روستا در لهستان است که در Gmina Dłutów واقع شده‌است.